# Stephanie March
Stephanie Caroline March (Dallas, Texas, 23 de julho de 1974) é uma atriz estadunidense mais conhecida por seu papel na série policial de sucesso Law & Order: SVU, como a promotora Alex Cabot.